# Moment of Silence
Moment of Silence är en låt framförd av sångaren Ovidiu Anton.
Låten var Rumäniens bidrag till Eurovision Song Contest 2016 i Stockholm och skulle ha framförts i tävlingens andra semifinal i Globen, 12 maj 2016. På grund av att Rumäniens nationella TV-bolag TVR hade obetalda skulder till EBU meddelade EBU 22 april 2016 att Rumänien inte tilläts delta i tävlingen.